# Heikapel

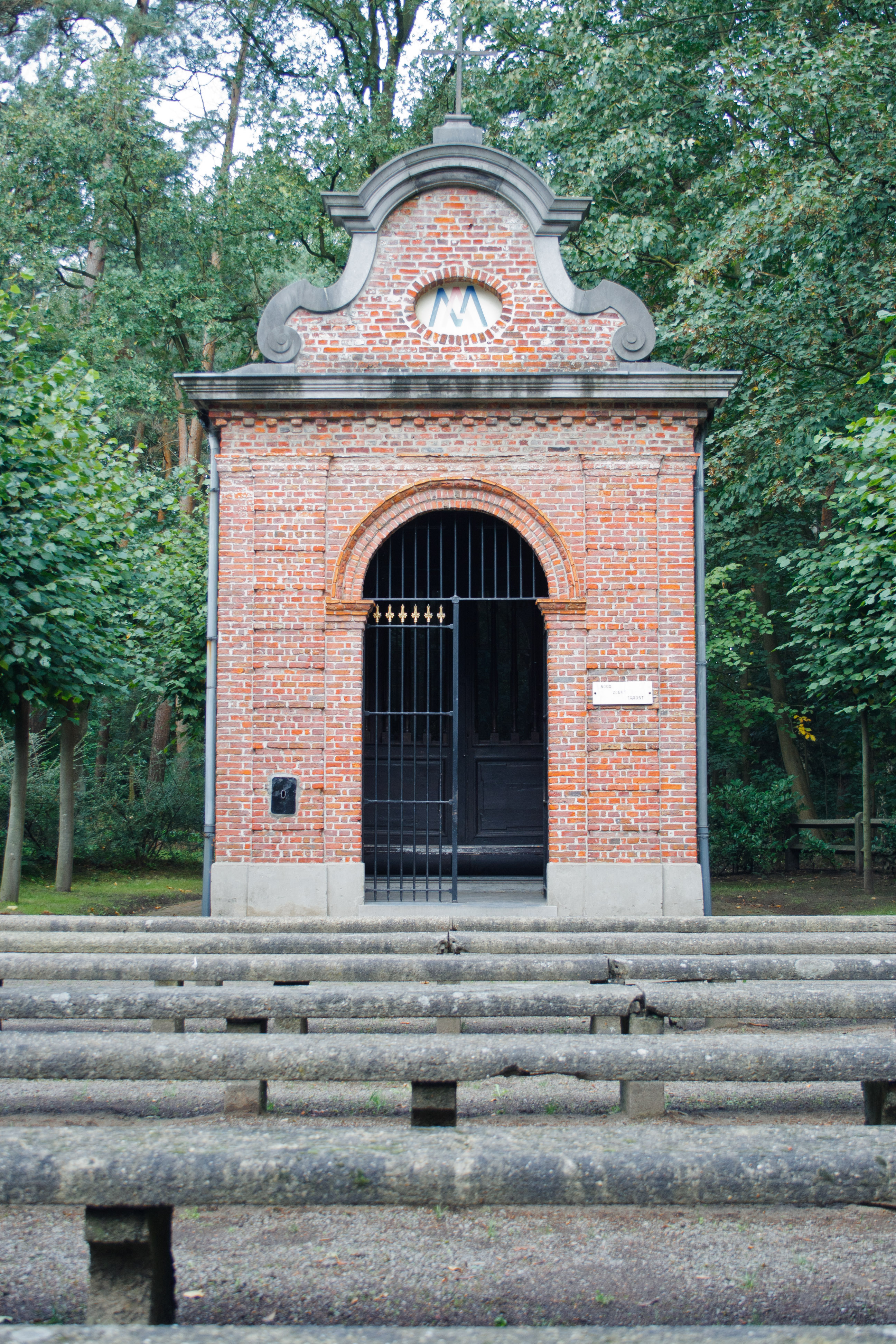
Heikapel

De Heikapel is een kapel in de Oost-Vlaamse stad Sint-Niklaas, gelegen aan de Beeldstraat.
Deze kapel, in barokstijl, werd gebouwd in 1779. Hij verving een houten kapel. De kapel ligt in een bosrijke omgeving en wordt omringd door lindenbomen. De kapel heeft een in- en uitzwenkende voorgevel en wordt gesierd door een gebogen fronton. De binnenruimte wordt overkluisd door een kruisribgewelf.